# Гаракян, Ашот Иванович
Ашо́т Ива́нович Гаракя́н (2 сентября 1949, Москва — февраль 2022) — советский и российский тренер по боксу. Тренер-преподаватель МИСиС, тренер высшей квалификационной категории, личный тренер чемпиона Европы Никиты Иванова, заслуженный тренер России. Профессор,
кандидат педагогических наук.

## Биография
Ашот Гаракян родился 2 сентября 1949 года в Москве.
В течение многих лет работал тренером-преподавателем на отделении бокса в Московском государственном горном университете (сегодня – Горный институт НИТУ «МИСиС») и позже в Национальном исследовательском технологическом университете «МИСиС». Профессор,
кандидат педагогических наук, в 2002 году защитил диссертацию на тему «Формирование точности ударных движений боксёров-юношей на этапе начальной спортивной специализации».
Также работал тренером в национальной сборной России по боксу (в разное время находился в тренерском составе мужской и женской российских команд), тренером сборной Центрального федерального округа, тренер-преподаватель московской областной СДЮСШОР по боксу.

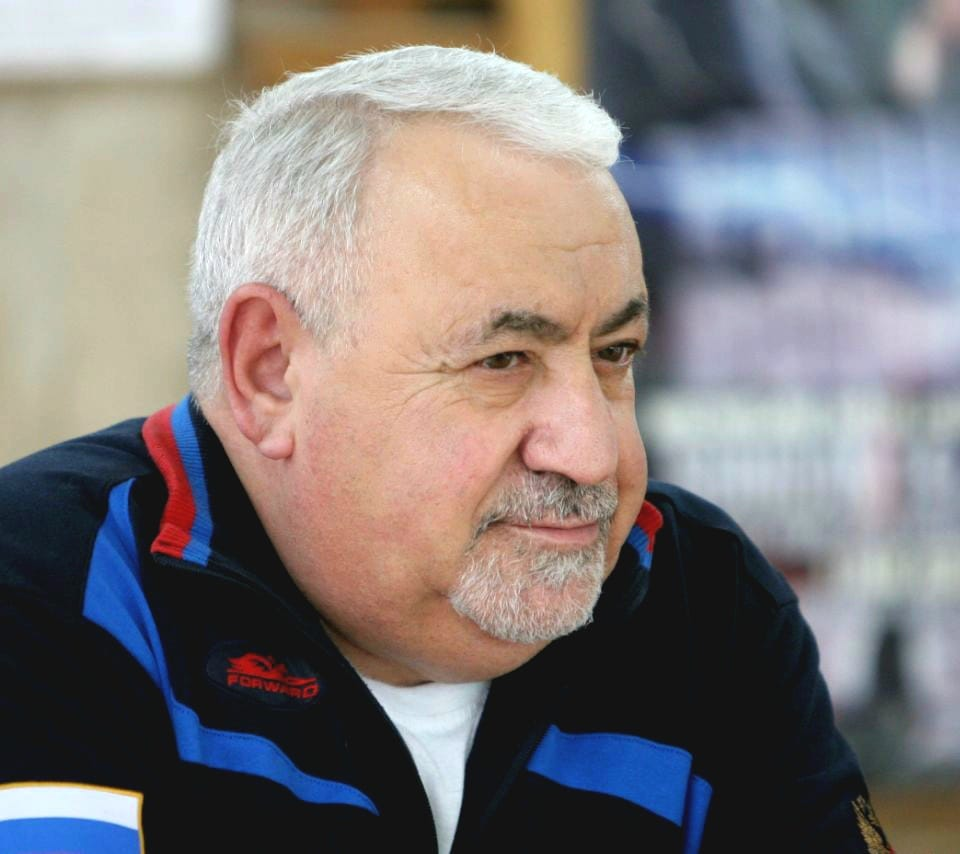
Ашот Иванович Гаракян ("Заслуженный тренер России" по боксу)

Подготовил множество талантливых боксёров, многие из которых добились большого успеха на всероссийском и международном уровнях. Один из самых известных его учеников — мастер спорта международного класса Никита Иванов, чемпион Европы, чемпион России, победитель многих турниров международного значения.
В 2008 году в качестве тренера принимал участие в популярном реалити-шоу «Король ринга», в частности занимался боксёрской подготовкой таких знаменитостей как Андрей Чернышов, Эдгард Запашный, Михаил Мамаев и др.
За выдающиеся достижения на тренерском поприще Ашот Гаракян был удостоен почётного звания «Заслуженный тренер России». В 2013 году получил высшую степень тренерской квалификации АИБА.
Скончался в феврале 2022 года.

### Память
Эндаумент-фонд Национального исследовательского    технологического университета МИСИС в 2023 году  учредил стипендию "Боксерская стипендия имени Ашота Ивановича Гаракяна" (дата обращения 06.02.2023). Стипендия будет направлена на поддержку спортсменов-боксеров Университета МИСИС.  Премию учредили ученики(воспитанники) Ашота Ивановича Гаракяна и его коллеги.